# 曹志
曹 志（そう し、? - 288年）は、中国三国時代末期から西晋初期にかけての人物。魏の皇族。字は允恭。諡は定。父は曹植。兄は曹苗。姉妹は女子2人。従弟は高邑公曹嘉（曹彪の子）。

## 概要・人物

### 生涯
若くして学問を好み、その才知を称された。人格においても大らかで飾らない人柄で寛大な度量を持ち、騎射に優れていた。父は「これは家を保つことのできる子だ」と言って、後継に立てた。父の死後、済北王に改封された。
司馬炎は撫軍大将軍となり、曹奐（元帝）を帝として迎えたとき、曹志と夜通し語り合い、その才能が抜きんでていると評した。晋が成立すると、曹志は鄄城県公に封じられ、楽平郡太守となった。
その後、章武県令・趙郡太守を歴任するが、本人は必ずしも政事に熱心とは言えず、昼は狩猟を好み、夜は『詩経』や『書経』をそらんじていた。このため、当時の人々は曹志の本当の能力がどれほどのものか、よく解らなかった。
咸寧元年（275年）、散騎常侍・国子博士に任じられる。当時、司馬炎（武帝）が『六代論』を読み、曹志に対し「これは、そなたの父王が作ったものか」と問うた。曹志は「父は生前、目録を作ってございます。調べさせてみてください」と言った。司馬炎は目録を調べさせたが、結果として「目録に『六代論』はない」とのこと、であったため「これは誰が作ったのか」と曹志に問うた。曹志は「私が聞きますに、これは族父（一族で親の世代に当たる人）の曹冏の手による物だとか。父の文才名が高かったので、曹冏は著書を後代にまで広めんと欲して、父の名に寄託したのでしょう」と話した。司馬炎はそれを聞くと「昔からよくあることだ」と言い、また公卿たちに対し「父子が証明したことは、明らかとするに足るものであった。今後、再び疑うことのないように」と命じた。
その後、曹志は祭酒に異動した。ちょうど、斉王司馬攸が斉へ赴任する頃であったが、博士の秦秀や劉暾らはこれに反対し、斉王の職務は都の内で朝政を正す役目とするのがよいと奏上していた。
曹志は、父が魏で志を得られなかったことを恨んでいたため、司馬攸の出国に心を痛めて悲しみ「安にか有る、此の如きの才、此の如きの親、樹の本を助化するを得ず、遠き海隅に出ずるや。晋朝の隆、其れ殆きかな」と嘆いた。
そして「伏して聞く、大司馬斉王、当に藩たりて東夏に出で、物を備うるに礼を尽くし、之を二伯と同じくすると……今、聖朝創業の始め、之を始めるに諒せずんば後事工たり難く、幹の植うるに強からずんば枝葉茂らず、骨の硬きに存ずんば皮膚充たず。羲皇自り以来、豈に是れ一姓の独り有らんや。……秦・魏は独り其の威を擅（ほしいまま）にせんと欲して、其の身を没するを財得す。周・漢は能く其の利を分け、親疏して之が為に用いる。……志、儒官の位を備うるに、若し言の礼に及ばずんば、是れ志は寇窃なり。忠を知りながら言わず、義なる所は敢えてせずと。志は以て為す、当に博士の議と等しきが如くせんと」という議を作成した。
議を奏上する前、従弟がこれを見た。従弟は「兄上の議は甚だ痛切です。後世、晋の歴史書が編まれたとき、斉王のことは必ず責められるでしょう」と言った。
司馬炎は議を読むと、激怒して「曹志は私の心さえ明らかに出来ないのに、どうして天下のことなど解ろうか」と言い、曹志の議が論を曲げ反対しているとして官を剥奪し、財産を没収した。また、この議を許可した太常の鄭黙を罷免した。しかし、程なくして関係者は復権し、曹志も散騎常侍に復した。
後年、母が亡くなると曹志は悲しみのあまり精神を病んで喜怒が常軌を逸し、太康9年（288年）に死去した。当時の太常が悪諡を奏上したが、崔褒が魏顆の故事を引いて「魏顆は、父親が病のため正気ではなかったとして、その命に従いませんでした。今、曹志へ諡するに際し、彼ではなく彼の病へ諡しようとしていますが、彼は病のため正気ではなかったのです」と諌めたので、諡が「定」となった。

## 伝記資料
- 『晋書』巻50 列伝20 曹志伝